# Vážany (okres Uherské Hradiště)
Obec Vážany se nachází v okrese Uherské Hradiště ve Zlínském kraji. Žije zde 424 obyvatel.

## Historie
První písemná zmínka o obci pochází z roku 1228.

## Pamětihodnosti
- Kaple svatého Josefa na návsi
- Krucifix

## Galerie

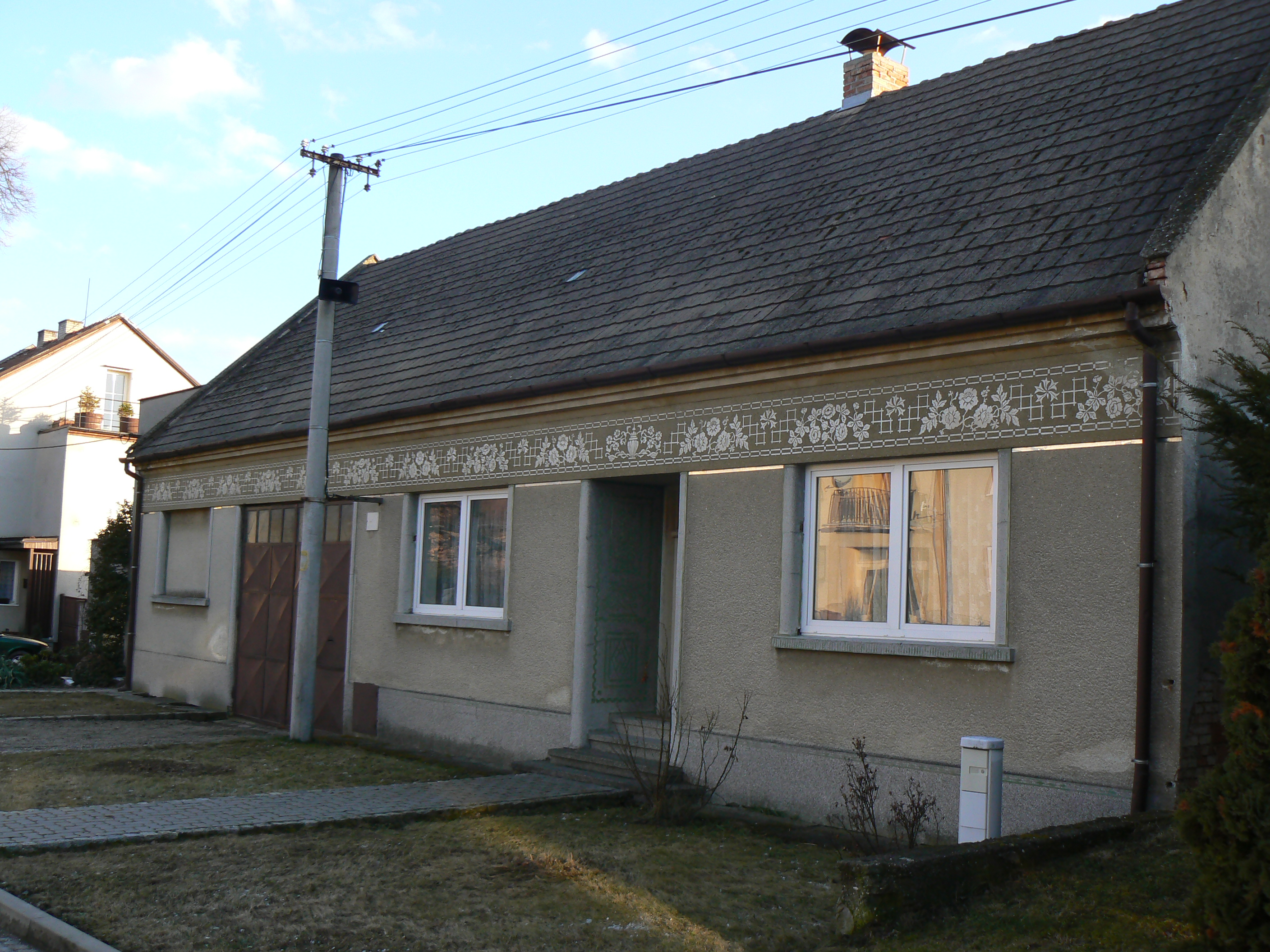
Lidová architektura
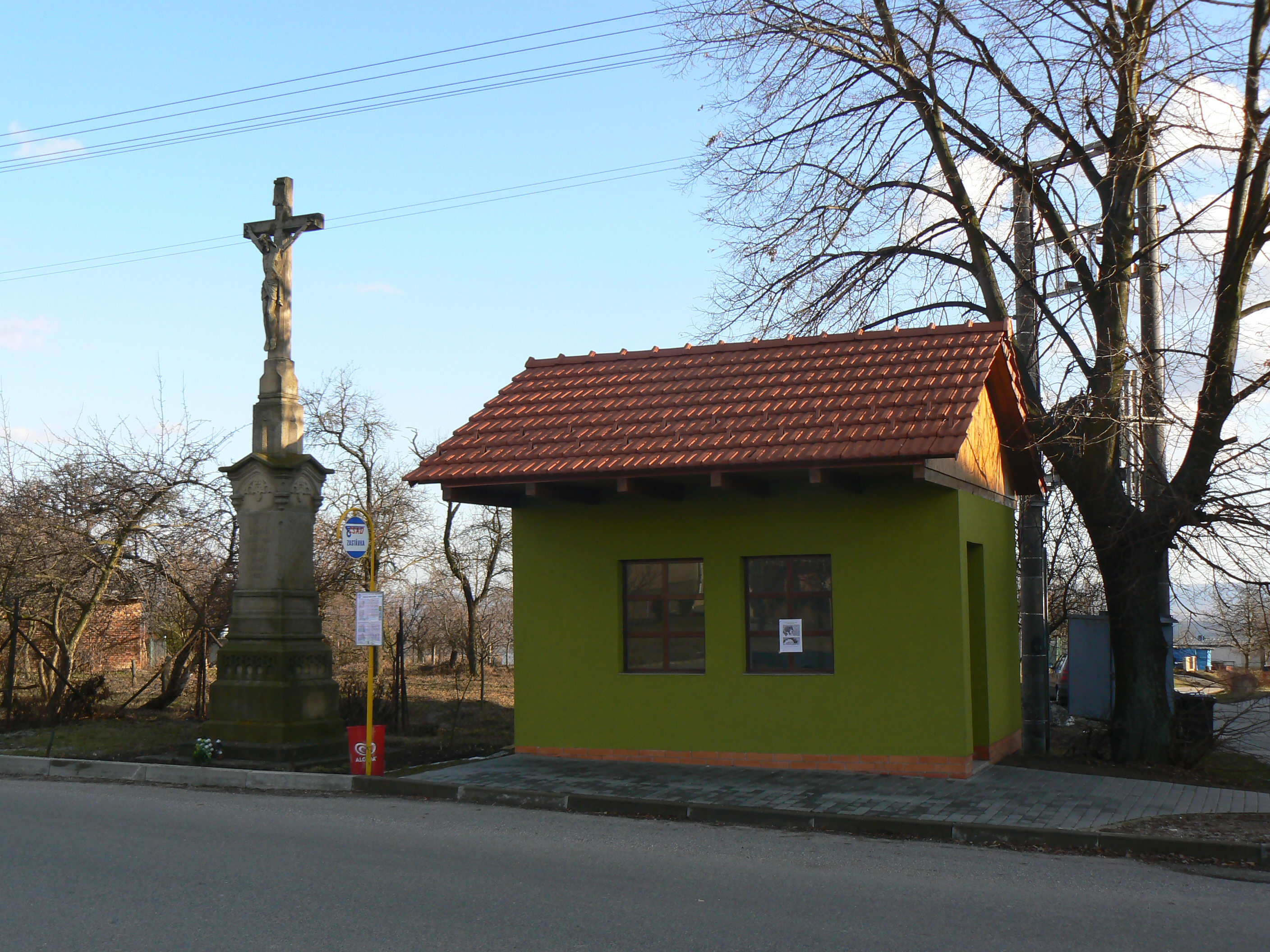
Zastávka a kříž
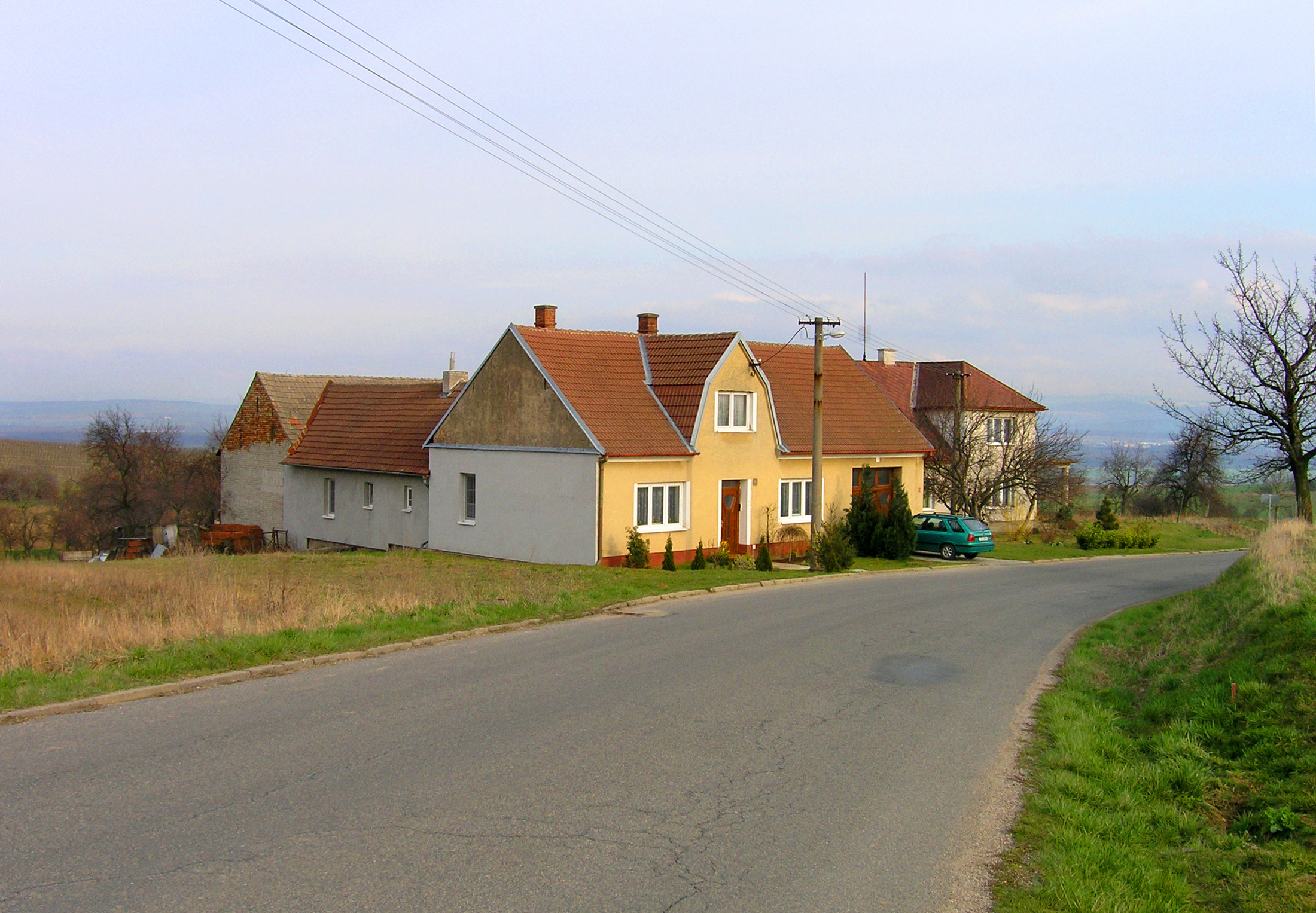
Východní část obce
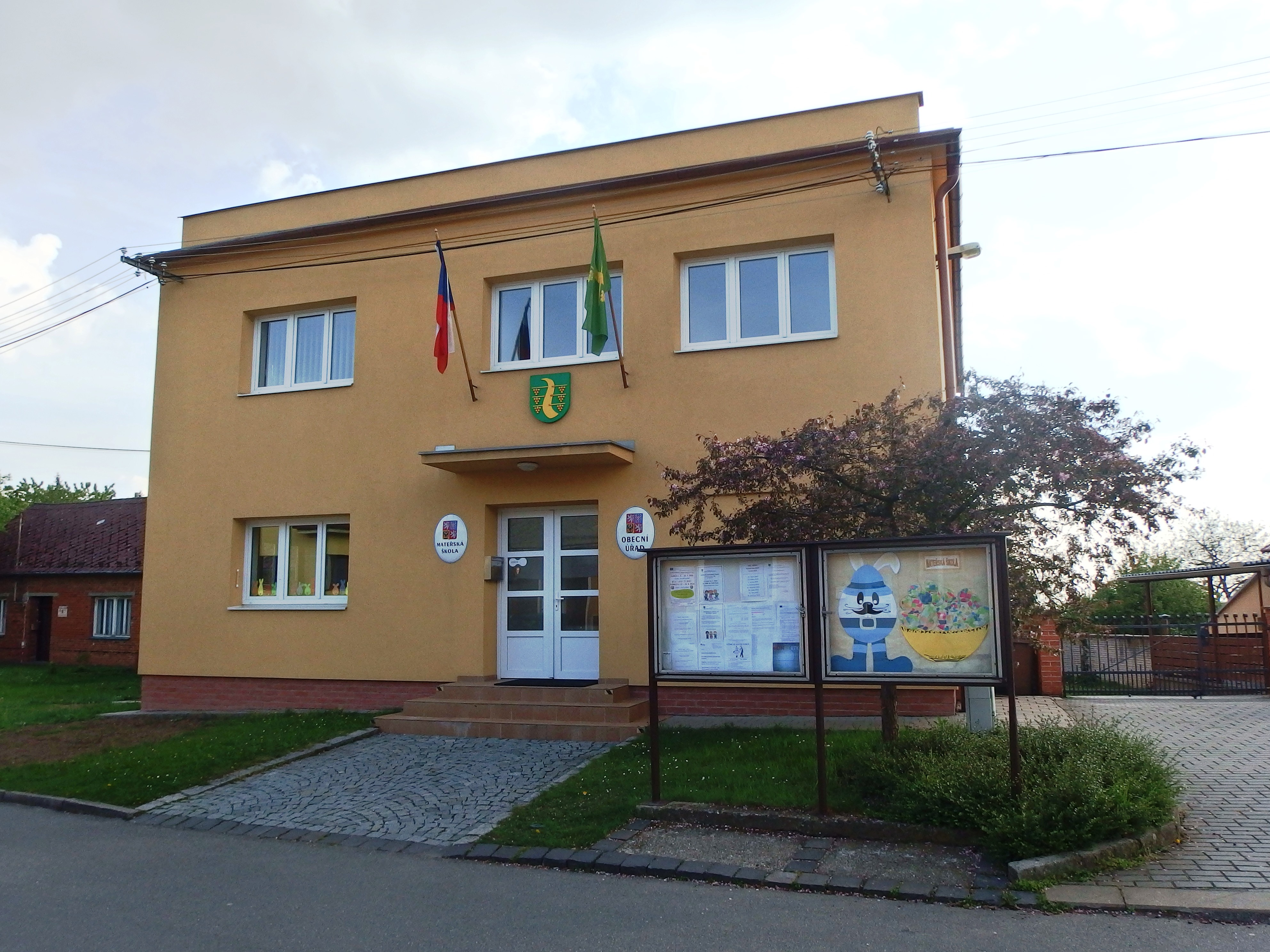
Obecní úřad
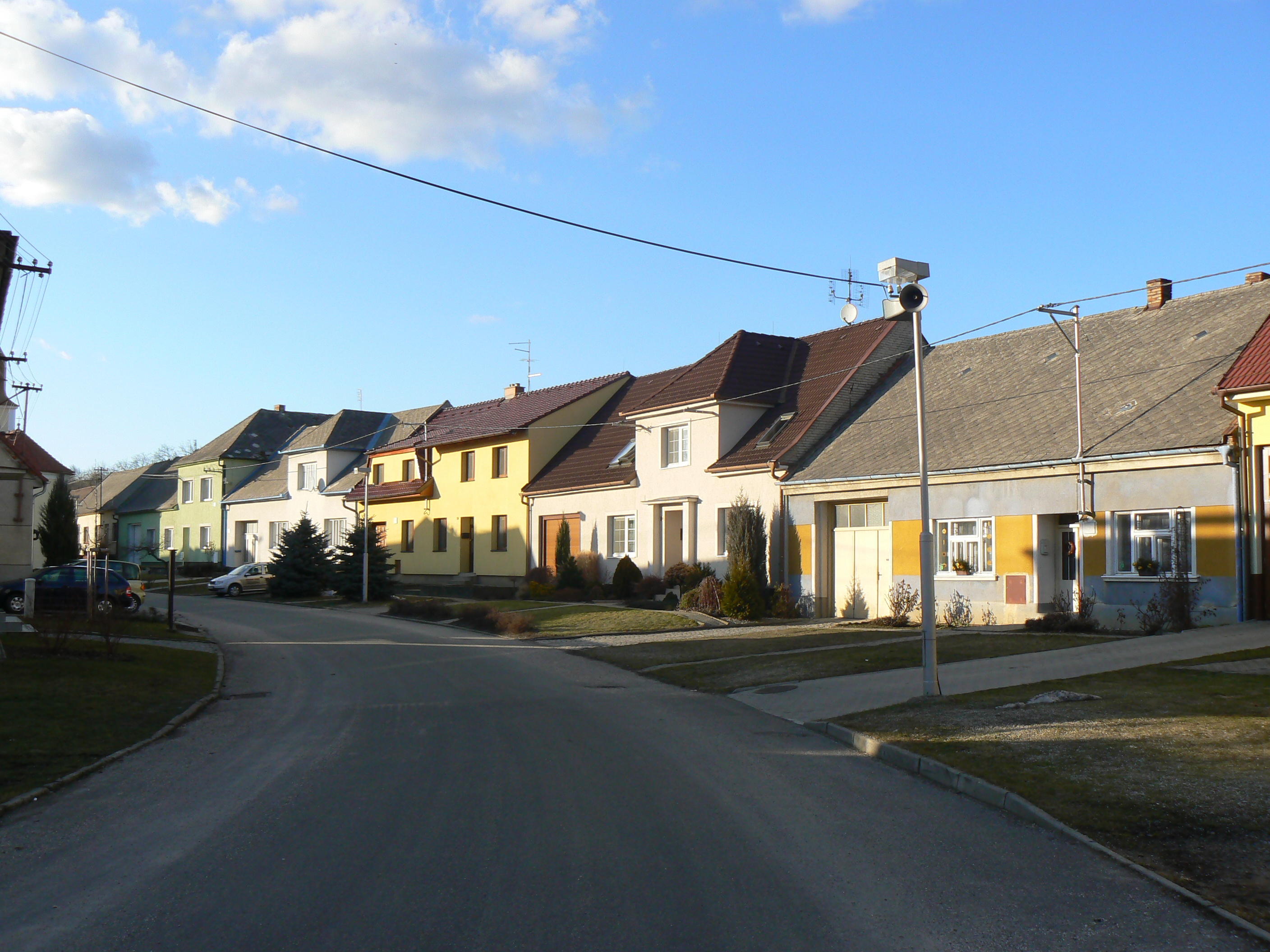
Ulice
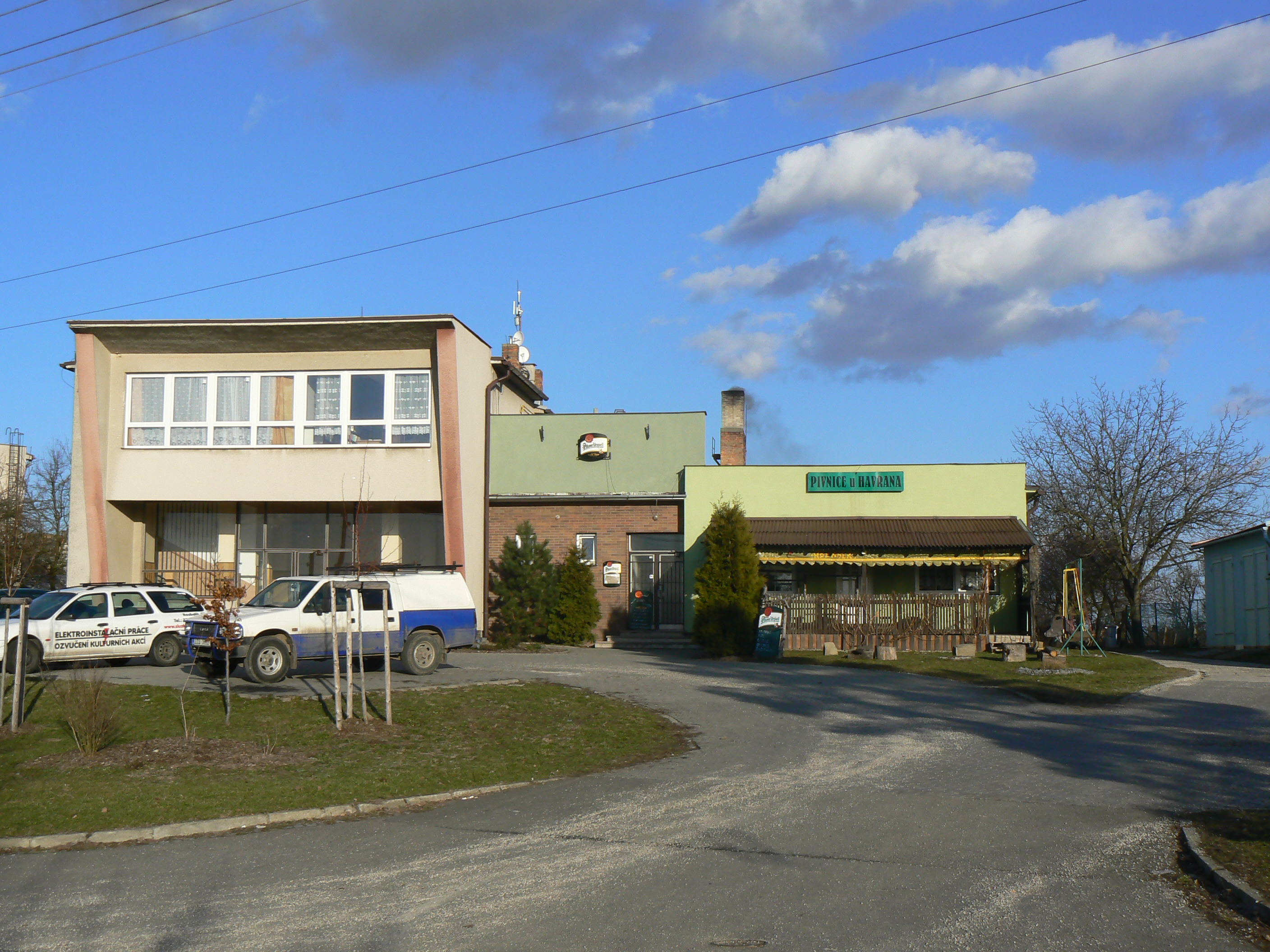
Hospoda